# 鄭青雲
鄭青雲（英語：Paul Cheng Ching-wan），香港公務員，曾擔任大埔民政事務專員。鄭在1996年加入香港政府於布政司署工商科任職政務主任，直至主權移交過渡至工商局後才改往財經事務局任職，及後再轉輾於資訊科技及廣播局及房屋署等部門出仕。在2000年代，他離任衛生福利及食物局助理秘書長後，在保安局晉升為首席助理秘書長。及後，他在2010年代時離開政府總部，調任至影視及娛樂事務管理處出任助理處長。他在2012年初得悉即將出任大埔民政事務專員時，提前斥資宴請全體區議員，成為一時佳話。他及後在同年4月16日上任專員一職，但短短一年多就在2013年9月9日由蘇植良接替。匆匆離開的鄭並非被投閒置散，他獲委以重任，出任民政事務局局長政務助理，共為兩任局長曾德成及劉江華效力，及後在2019年於局內調任為主責體育的首席助理秘書長，為體育專員楊德強的副手。他在楊德強於2022年10月底卸任後一直署任體育專員，並參與內部招聘，惟港府最終於2023年8月聘任黃德森擔任專員。落選專員職位的鄭在同年10月獲安排於2025年全運會統籌辦公室擔當副主任，得以升任首長級乙級政務官。